# ایست (فیلم)
ایست (کره‌ای: 스톱; لاتین‌نویسی اصلاح‌شده: Seutop) فیلمی به نویسندگی و کارگردانی کیم کی-دوک محصول سال ۲۰۱۵ کره جنوبی-ژاپن است که نخستین‌بار در جشنواره بین‌المللی فیلم کارلووی واری در جمهوری چک به نمایش درآمد. این فیلم داستان زن و شوهر جوانی است که در جریان ذوب در راکتور هسته‌ای فوکوشیما ژاپن در معرض تشعشعات قرار گرفته‌اند.

## جوایز
| سال  | جشنواره                              | بخش         | نامزدی     | نتیجه    | جایزه      | منبع  |
| ---- | ------------------------------------ | ----------- | ---------- | -------- | ---------- | ----- |
| ۲۰۱۵ | جشنواره بین‌المللی فیلم ساخالین روسیه | بهترین فیلم | کیم کی دوک | نامزدشده | جایزه بزرگ | [ ۳ ] |